# アレクサンダー・ベアリング (第6代アシュバートン男爵)
第6代アシュバートン男爵アレクサンダー・フランシス・セント・ヴィンセント・ベアリング（英: Alexander Francis St Vincent Baring, 6th Baron Ashburton, KG, KCVO, KStJ, DL、1898年4月7日 - 1991年6月12日）は、イギリスの銀行家、実業家、貴族、政治家。

## 経歴
1898年4月7日、第5代アシュバートン男爵フランシス・ベアリングとその妻マーベル（第4代フッド子爵フランシス・フッドの娘）の間の第5子長男として生まれる。
イートン校を経てサンドハースト王立陸軍士官学校へ進学し、1917年にロイヤル・スコッツ・グレイズに入隊。
1932年から1968年までアライアンス・アシュアランスの取締役を務める。1938年3月27日に第6代アシュバートン男爵位を継承し、貴族院議員に列した。1939年には王立援軍空軍に入隊した。1944年から1966年にかけてはプレスト・スチール・カンパニーの取締役を務める。
1958年から1962年までベアリングス銀行業務執行取締役(managing director)を務めた。1960年から1973年まで名誉職のハンプシャー知事を務めた。1962年から1968年までベアリングス銀行取締役を務める。
1991年6月12日に死去した。

## 栄典

### 爵位
1938年3月27日に以下の爵位を継承した。
- デヴォン州におけるアシュバートンの第6代アシュバートン男爵 (6th Baron Ashburton, of Ashburton in the County of Devon)

（1835年4月10日創設連合王国貴族爵位）

### 勲章
- 1960年、エルサレムの聖ジョン勲章（英語版）(K.St.J.) [2]
- 1961年、ロイヤル・ヴィクトリア勲章ナイト・コマンダー（KCVO）[2]
- 1969年、ガーター勲章ナイト（KG）[2]

## 家族
1924年にドリス・メアリー・ハーコート（初代ハーコート子爵ルイス・ヴァーノン・ハーコートの娘）と結婚し、彼女との間に以下の2子を儲ける。
- 第1子(長男)：第7代アシュバートン男爵ジョン・フランシス・ハーコート・ベアリング (1928-2020)
- 第2子(次男)：ロビン・アレクサンダー・ベアリング閣下 (1931-)